# سالار أباد
سالار أباد هي قرية في مقاطعة ملكان، إيران. عدد سكان هذه القرية هو 82 في سنة 2006.